# Ouzia (rituel)
Ouzia (arabe : وزيعة) ou Thawzeeath, également connu sous le nom de Thamcherateth (arabe : ثامشرطث), est le terme utilisé en Algérie pour désigner l'une des coutumes culturelles d'une société soufie observée par les habitants des zones rurales, notamment les Berbères de la région de Kabylie,.

## Origines
L'ouzia n'est pas seulement répandu dans la région de Kabylie, mais plutôt dans les régions des Aurès et des Mozabites, et ailleurs dans le pays,. Ils sont organisés à plusieurs occasions et Moussem, notamment lors de la fête de l'Achoura, de la saison du Ramadan, de l'anniversaire du Mawlid, et du début de la saison des labours,.
Les disciples abattent un certain nombre de vaches, que les familles et les philanthropes se partagent pour les acheter, et ils partagent leur viande à la fin, afin que la viande soit accessible à toutes les familles du village,.
Les pauvres qui ne partagent pas le prix des vaches reçoivent également leur part de viande, ce qui fait que cette coutume relève plus de la solidarité sociale que d'autre chose et qu'elle est considérée comme faisant partie du patrimoine culturel de l'Algérie,.
Les ordres soufis, en particulier l'ordre Rahmaniyya, sont ce qui a contribué à préserver cette coutume dans la communauté rurale algérienne,.

## Les pratiques
L'ouzia étant l'une des coutumes et traditions que les habitants de la région de Kabylie ont héritée de leurs grands-pères, les villageois récoltent de l'argent pour acheter des veaux ou des taureaux, et le nombre de taureaux atteint parfois 17 ou 20 taureaux,.
S'il y a beaucoup de familles dans le village, le processus d'abattage a lieu un jour prédéterminé, généralement le jour de la prière du vendredi, puis la viande est coupée en portions égales en fonction du nombre de membres de chaque famille, et les rations de viande sont distribué ensuite aux familles vivant dans le village à parts égales, de sorte qu'il n'y ait pas de discrimination dans la division,.
Après avoir distribué la viande aux familles, commence le processus de préparation pour la récolte des olives et la démonstration de Touiza, qui se déroule généralement selon des méthodes traditionnelles à la fin de la saison d'automne, et la préparation se fait en nettoyant les côtés des oliviers et enlever les mauvaises herbes et les branches inutiles d'eux et autour d'eux,.
L'ouzia est donc l'une des plus importantes manifestations de solidarité qui caractérise les habitants des villages, madashir et quartiers de la région de Kabylie. C'est un processus de solidarité en plus d'être une occasion liée à la terre et à l'eau, où les habitants avaient l'habitude d'approcher d'Allah en abattant des veaux et des vaches et en distribuant leur viande aux pauvres qui cherchaient de l'aide,.
Et maintenant, cette coutume est devenue associée à l'avènement d'occasions religieuses et de fêtes islamiques telles que l'Aïd al-Fitr, la nuit de Qadr et le Mawlid, et certains d'entre eux la détiennent pour célébrer le nouvel an amazigh appelé Yennayer correspondant au 12 janvier. de chaque année du calendrier grégorien,,.